# Kriegsdenkmünze für 1813/15 (Preußen)

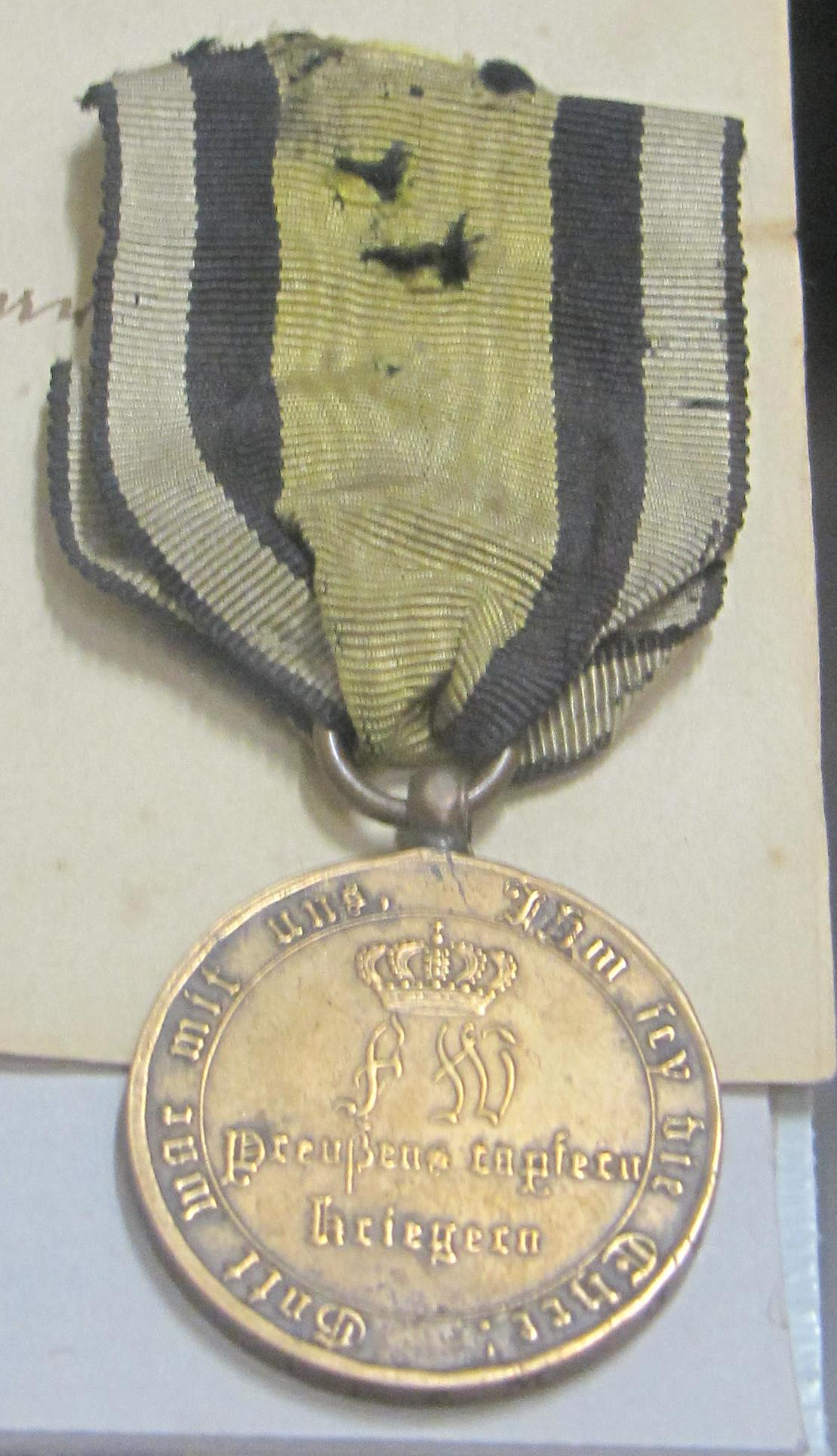
Kriegsdenkmünze für 1813/15 (Revers) im Volkskundemuseum in Schönberg

Die Kriegsdenkmünze für 1813/15 wurde am 24. Dezember 1813 durch Friedrich Wilhelm III. von Preußen gestiftet und zur Erinnerung an die Befreiungskriege 1813–1815 an Angehörige der Preußischen Armee verliehen.

## Aussehen
Die Denkmünze hat einen Durchmesser von 2,9 cm. Die Vorderseite zeigt ein Eisernes Kreuz, zwischen den Balken Strahlen. Auf dem Kreuz befindet sich ein Kranz aus Lorbeer- und Eichenblätter-Kranz, in dessen Mitte die Jahreszahl(en) 1813(/1814/1815). Die Rückseite zeigt in der Mitte unter einer Königskrone das Monogramm F. W. und darunter die zweizeilige Inschrift Preußens tapferen Kriegern. Umlaufend Gott war mit uns, Ihm sey die Ehre.
Die Ausführung für Kombattanten war aus der Bronze eroberter Geschütze hergestellt und trug auf dem Rand die Umschrift Aus erobertem Geschütz. 

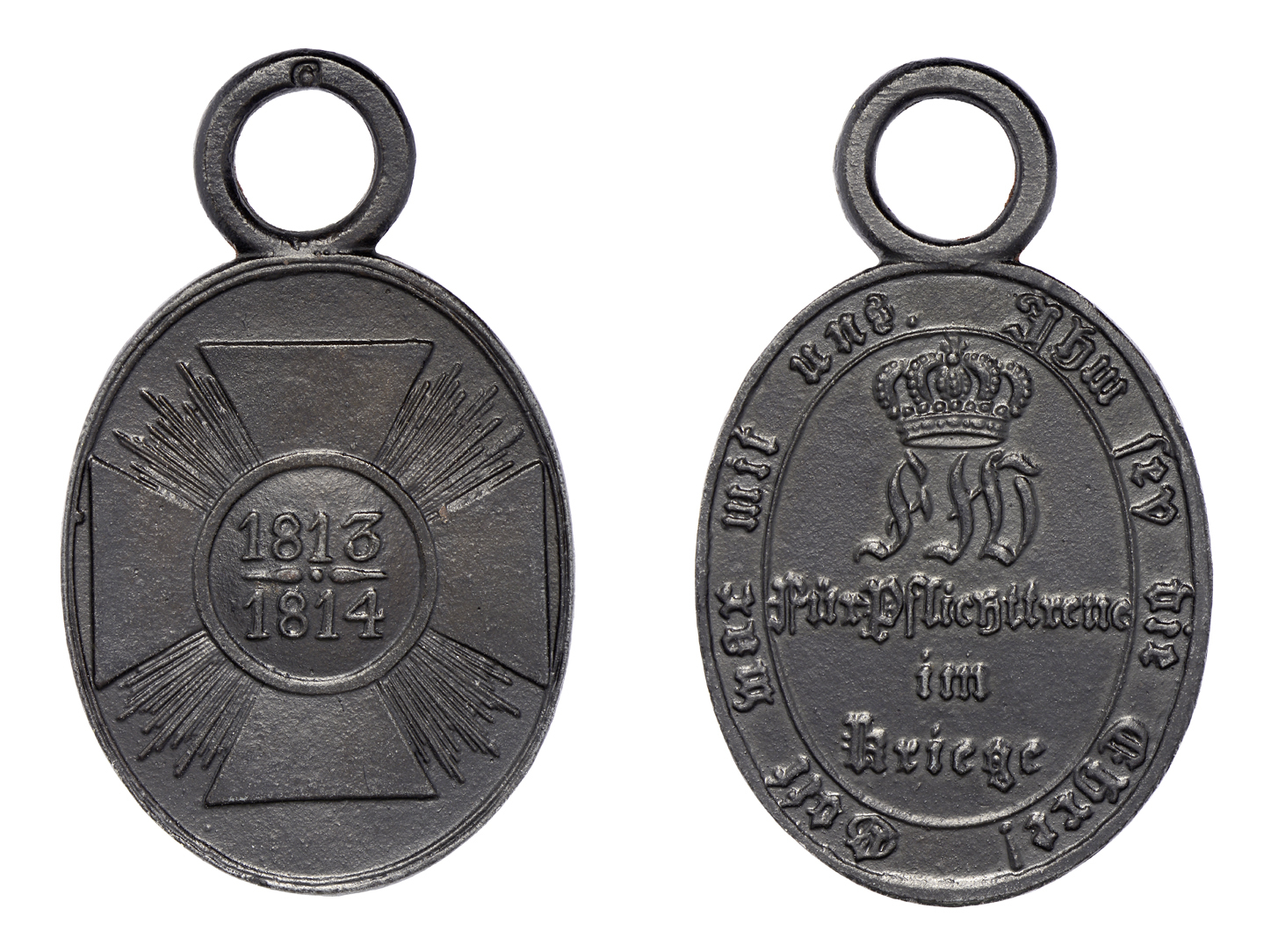
Ausführung für Nicht-Kombattanten

Die Ausführung für Nicht-Kombattanten war oval und aus Eisen gegossen. Die eiserne Medaille erhielten auch die Kombattanten, die an keinem Gefecht teilgenommen hatten. Wegen ihrer Form bekam sie den Spitznamen Eiserne Pflaume.

## Trageweise
Die Auszeichnung wurde am Band auf der linken Brustseite getragen. Die Ausführung für Kombattanten hat ein orangefarbenes Band mit schwarz-weißer Einfassung, die für Nicht-Kombattanten wurde an einem weißen Band mit schwarz-oranger Einfassung getragen.

## Erinnerungs-Kriegs-Denkmünze
Am 17. März 1863, dem 50. Jahrestag des Aufrufs An Mein Volk stiftete König Wilhelm I. die Erinnerungs-Kriegs-Denkmünze.
Die Vorderseite der Medaille zeigt das Bildnis des Königs Friedrich Wilhelm III. mit der Unterschrift 1813. 1814. 1815; die Rückseite den Namenszug Wilhelm I. mit der Unterschrift den 17. März 1863.
Es gab zwei Ausführungen: aus gelbem Metall an einem in gleicher Breite zweimal schwarz und weiß und orange gestreiften Band für alle legitimen Besitzer der Kriegsdenkmünze für Kombattanten sowie aus schwarzem Eisen an einem in gleicher Breite zweimal schwarz und orange und einmal weiß geftreiften Bande alle legitimen Besitzer der Kriegsdenkmünze für Nicht-Kombattanten.
Diese Medaillen blieben zum ehrenden Andenken an die Beliehenen nach deren Tod im Besitz der Familien.